# Hippodrome de Vincennes

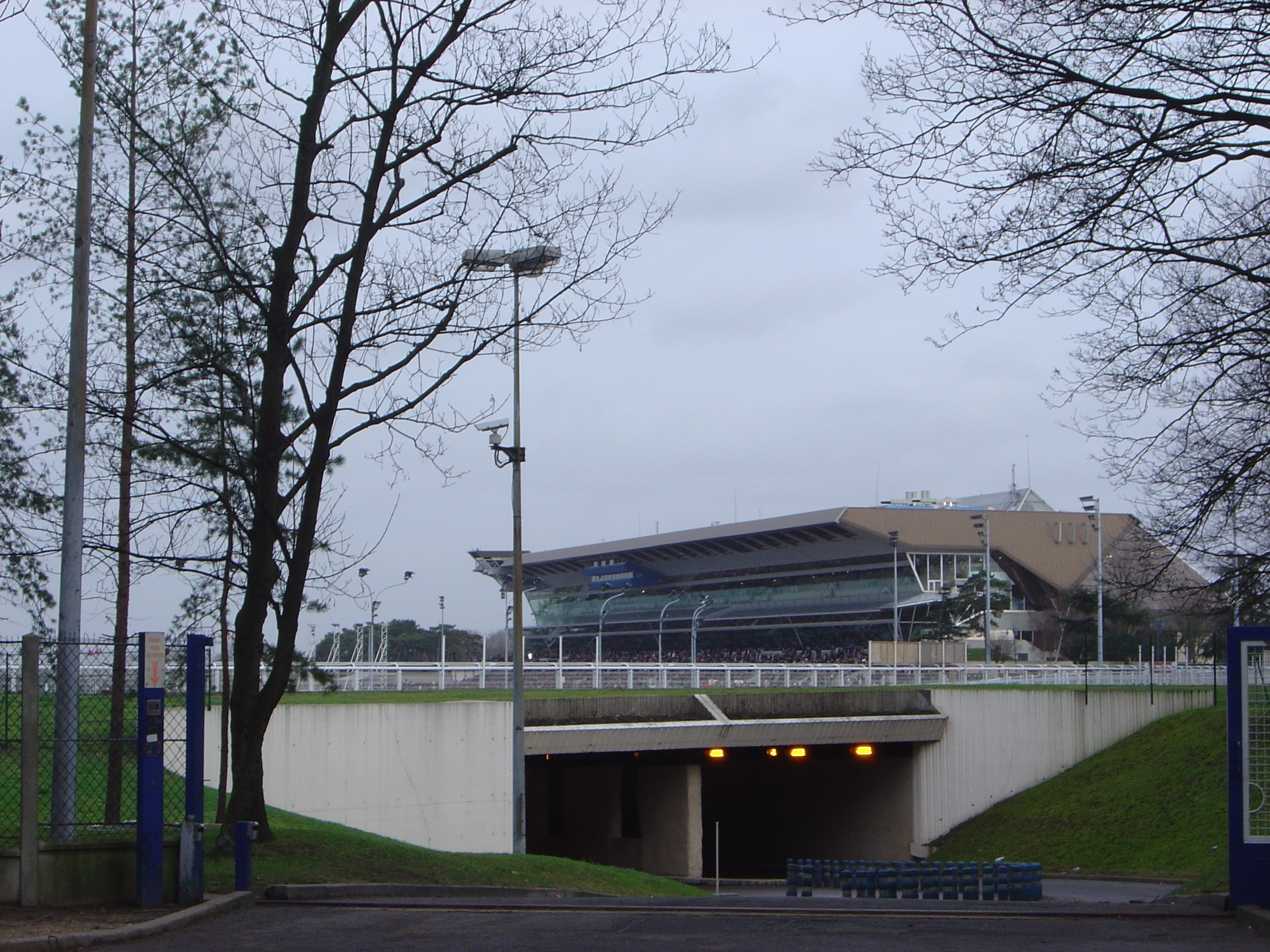
Hippodrome de Vincennes.

Hippodrome de Vincennes está ubicado en París, Francia. Tiene una capacidad para 60,000 personas, y fue construido en 1879.
Ha sido y es esencialmente usado para carreras hípicas, aunque también fue usado para realizar conciertos de bandas como: Genesis durante su Invisible touch tour de 1986-1987, Queen durante su Magic Tour de 1986, U2 con su gira The Joshua Tree Tour, Live from Paris en 1987, así como Metallica y ACDC en septiembre de 1991 y Guns N' Roses en junio de 1992.

Hippodrome de Vincennes